# Paolino di York
Paolino di York (in inglese Paulinus of York) (Roma, VI secolo – Rochester, 10 ottobre 644) fu un vescovo inglese di origine romana che è venerato come santo dalla Chiesa cattolica e dalla Chiesa anglicana.

## Biografia
Era un membro del gruppo missionario inviato da papa Gregorio I nel 601 per convertire gli Anglosassoni dal paganesimo al cristianesimo; in particolare arrivò in Inghilterra nel 604, con il secondo gruppo della missione. Le informazioni sui suoi trascorsi nei due successivi decenni sono scarse.
Dopo alcuni anni trascorsi nel Kent, forse nel 625, Paolino fu ordinato all'episcopato e divenne il vescovo di York. Accompagnò Æthelburh del Kent, sorella del re Eadbald del Kent, nel viaggio nel regno di Northumbria per sposare il re Edwin. Il vescovo approfittò della circostanza per convertire il re e molti suoi sottoposti, nonché per costruire alcune chiese. Una delle donne da lui battezzate in quell'occasione era Ilda di Whitby, futura santa.
Dopo la morte del re Edwin, Paolino ed Æthelburg lasciarono Northumbria. Nel Kent, Paolino divenne vescovo di Rochester, dove morì nel 644.

## Genealogia episcopale e successione apostolica
La genealogia episcopale è:
- Arcivescovo Virgilio di Arles
- Arcivescovo Agostino di Canterbury
- Arcivescovo Giusto di Canterbury
- Vescovo Paolino di York

La successione apostolica è:
- Arcivescovo Onorio di Canterbury (627)